# Vladimir Narbout
Vladimir Ivanovitch Narbout (russe : Влади́мир Ива́нович На́рбут ; ukrainien : Володи́мир Іва́нович На́рбут), né 2 avril 1888 (14 avril dans le calendrier grégorien), mort probablement en 1938 dans le goulag, est un écrivain et critique russe, d'origine ukrainienne, poète acméiste, activiste bolchevique, frère du graphiste ukrainien Georgui Narbout.

## Biographie
Vladimir Narbout est né 2 avril 1888 (14 avril dans le calendrier grégorien) à Narboutivka, dans l'Empire russe (gouvernement de Tchernigov), actuellement en Ukraine, dans une famille de propriétaires terriens issus d'une famille princière lituanienne, installée en Ukraine au XVIIe siècle. Il est le second de dix enfants,.
Il fait ses études secondaires au lycée classique de Gloukhov, qu'il achève avec une médaille d'or. En 1905 - 1906, il est atteint d'une maladie qui le rendra boiteux à la suite de l'ablation de son talon droit.
Il vit à partir de 1906 avec son frère Georgui à Saint-Pétersbourg dans l'appartement d'Ivan Bilibine, qui aura une grande influence sur les deux frères. Il étudie à l'Université impériale de Saint-Pétersbourg, fréquentant les trois facultés de mathématiques (ru), langues orientales et de philologie, dont il n'achève pas les cours. Il passe les étés chez ses parents, gagnant un peu d'argent comme répétiteur.
Il commence à publier en 1908 (un essai sur le monastère de Solovetski « Соловецкий монастырь » dans la revue pétersbourgeoise (ru) Бог — помочь! (Dieu - A l'aide) et, en décembre paraissent ses premiers vers, dans (ru) Светлый луч (Le rayon de lumière). Au début 1911, il collabore en tant que poète et critique à la revue étudiante Gaudeamus, où il dirige aussi les pages poésie. Fréquentant une réunion de jeunes poètes chez Sergueï Gorodetski, il se rapproche du cercle qui deviendra l'Atelier des poètes, y entre lors de sa constitution en octobre-novembre 1911, et devient un adepte des idées nouvelles de l'adamisme et de l'acméisme.
En octobre 1912, pour échapper aux poursuites faisant suite à la publication du recueil (ru) Аллилуиа (Alléluia) il se joint avec Nicolaï Goumilev à une expédition ethnographique partant 5 mois en Somalie et en Abyssinie. Revenu en mars 1913 après l'amnistie pour les 300 ans de la maison Romanov, il prend la responsabilité de l'édition et de la rédaction de la revue (ru) Нового журнала для всех (La nouvelle revue pour tous), mais après deux mois, pris dans des problèmes financiers, il vend les droits du journal et revient dans sa région natale. Il publie de temps en temps pendant la guerre des écrits dans les périodiques de la capitale ou locaux.
Vers 1917, il rejoint les socialistes-révolutionnaires de gauche, et après la Révolution de Février, il entre au soviet de Gloukhov, glissant vers les bolcheviks.
En janvier 1918, la famille de Narbout est attaquée chez elle par un régiment de partisans rouges, qui s'en prennent aux « propriétaires et officiers ». Sergueï, le frère de Vladimir, un officier revenu depuis peu du front, est alors tué. Vladimir Narbout est blessé quatre fois par balle, et est amputé de la main gauche dans l'hôpital local à cause de ses blessures. Quand il est révélé que l'écrivain grièvement blessé appartient au parti bolchevique, les agresseurs lui rendent visite à l'hôpital et lui présentent leurs « excuses ».
Au printemps 1918, il se rend à Voronej pour y organiser la presse bolchevique. Il anime en même temps, dans les années 1918-1919 une revue non partisane, (ru) Сирена (La sirène). En 1919, il est à Kiev, où il participe à l'édition des revues (ru) Зори, Красный офицер, Солнце труда (Aurores, L'officier rouge, Le soleil du travail). Il reste dans la ville après sa prise par les blancs, puis s'enfuit à travers des territoires contrôlés par eux, par Ekaterinoslav et Rostov-sur-le-Don, où il est arrêté par leur contre-espionnage le 8 octobre 1919, et reconnu comme propagandiste communiste et membre du comité exécutif de gouvernement. Sa déposition contient des indications selon lesquelles il avoue sa haine des bolcheviks et explique sa collaboration avec le pouvoir soviétique par l'absence d'argent, la peur et le désespoir. Cette déposition tombera dans les mains de la Tchéka, et plusieurs années plus tard, en 1928, elle sera utilisée à charge. Libéré par un raid de la cavalerie rouge, il réintègre officiellement le PCR(b).
En 1920, il dirige le bureau d'Odessa de Rosta, l'agence télégraphique russe, rédige les revues (ru) Лава et (ru) Облава (Lave et Battue), se lie d'amitié avec Edouard Bagritski, Iouri Olecha et Valentin Kataïev qui fit apparaître Narbout dans son roman (ru) Алмазный мой венец (Ma couronne adamantine), sous le sobriquet du Boiteux ((ru) колченогий). En 1921-1922, il dirige Rosta à Kharkov.
En 1922 il se rend à Moscou et travaille au Commissariat du Peuple à l'éducation. Il renonce à la poésie. Il fonde et dirige les éditions (ru) Земля и фабрика (ЗиФ) (Terres et fabriques) et à partir d'elles, avec l'éditeur Vassili Reguinine, le mensuel (ru) Тридцать дней (Trente jours). De 1924 à 1927 il est le directeur adjoint du département des publications du Comité Central du PCR(b), en 1927 et 1928 un des dirigeants de l'Association pan-russe des écrivains prolétariens.
Le 26 octobre 1936, il est arrêté par le NKVD sous l'accusation de propagande en faveur du « nationalisme bourgeois ukrainien ». Il est ajouté par l'enquête aux membres du groupe des « travailleurs de la littérature - nationalistes ukrainiens », prétendus agitateurs antisoviétiques. Igor Postoupalski est accusé de diriger le groupe, les traducteurs Pavel Schleiman (Karabane) et Pavel Zenkevitch et le critique et historien littéraire Boris Nabrotski d'en faire partie, en plus de Vladimir Narbout. Le 23 juillet 1937 la sentence du Conseil spécial du NKVD est de cinq ans de privation de liberté pour chacun d'entre eux, sur le fondement de l'article 58, tirets 10 et 11 du code pénal de la RSFSR. À l'automne, Narbout est envoyé dans un camp près de Vladivostok, puis en novembre à Magadan.
Le 2 avril 1938, pendant la campagne de terreur massive dans les camps de la Kolyma (décembre 1937-septembre 1938), entrée dans l'histoire sous le nom de Garaninchtchina (ru), une nouvelle procédure pénale est intentée contre Narbout, pour sabotage contre-révolutionnaire, le 4 avril il est interrogé, le 7 avril le protocole d'arrestation et l'arrêt de condamnation sont pris par la troïka du NKVD. Le 14 avril Narbout est fusillé au point sanitaire n°3 de l'organisation Dalstroï.
Après sa réhabilitation en 1956, un document fut remis à la famille de Vladimir Narbout, avec l'indication d'une date de décès falsifiée, celle du 14 novembre 1944. Les circonstances exactes de son exécution ne furent établies qu'à la fin des années 1980. Dans les années 1980, une autre version de sa mort circula, selon laquelle Narbout fut noyé avec quelques centaines de zeks invalides dans une barge dans la baie de Nagaïev.

## Œuvre

### Portée et reconnaissance de l'œuvre
Vladimir Narbout est d’abord connu par son deuxième recueil Alléluïa, édité à l’Atelier des poètes et dont le retentissement est en partie lié à la censure et à la confiscation des exemplaires imprimés pour« obscénité » . Une partie de l'accueil critique est très négatif, tant sur la forme que sur le fond, mais le recueil est défendu par les poètes acméistes, en particulier par Gorodetskii et Goumilev, qui y voit l’expression d’une « vision du monde propre, du chagrin d’un individu et de la joie d’un individu » et d’un combattant, « cors ardens ». Selon Mikhaïl Zenkevitch, le scandale a surtout pour cause une mise en page, à laquelle Georgui Narbout a contribué utilisant des lettrines d’inspiration religieuse. Le livre lui-même est marqué par une approche naturaliste et des thématiques issues des traditions populaires, des emprunts à l’ukrainien, mais aussi par une construction aboutie et une écriture moderne, condensée et elliptique, menée par le jeu des sonorités.
Wolfgang Kasack porte l'appréciation suivante sur son œuvre dans Lexikon der russischen Literatur ab 1917 (1976), :

« Les vers de Narbout sont une leçon de choses et de pittoresque, il préfère une langue descriptive, rythmée comme de la prose. Dans son lexique, il intègre des éléments de la langue ukrainienne. »

Les premières éditions de l'ensemble de ses poésies sont tardives. La première, sous la responsabilité de Leonid Tchertkov est faite à Paris en 1983, et la seconde en Russie, en 1990, sous la responsabilité de N. Bialossinkoï et H. Pantchenko.

### Liste des ouvrages
- (ru) Стихи. Кн. 1. [« Vers. Livre 1. »], Saint-Pétersbourg, Дракон,‎ 1910, 138 p.
- (ru) Аллилуиа [« Alléluia »], Saint-Pétersbourg, Цех поэтов (l'Atelier des poètes),‎ 1912, 46 p.
  - (ru) Аллилуиа [« Alléluia »],‎ 1922, 2e éd., 32 p.
- (ru) Вий, Saint-Pétersbourg, Наш век,‎ 1915. (Не разыскан)
- (ru) Веретено, Kiev, Наркомпроса Украины,‎ 1919. (Не разыскан)
- (ru) Стихи о войне [« Vers sur la guerre »], Poltava,‎ 1920. (Не разыскан)
- (ru) Красноармейские стихи [« Vers de l'armée rouge »], Rostov-sur-le-Don, Политотдела Н-ской армии,‎ 1920 (Не разыскан), 20 p.
- (ru) Плоть : Быто-эпос [« La chair : épopée vraie »], Odessa,‎ 1920, 32 p.
- (ru) В огненных столбах [« Dans les colonnes de feu »], Odessa, Изд. губ. отд. печати,‎ 1920, 42 p.
- (ru) Советская земля [« La terre soviétique »], Kharkov,‎ 1921, 32 p.
- (ru) Александра Павловна [« Aleksandra Palovna »], Kharkov, Лирень.,‎ 1922, 32 p.

### Traductions

#### Ukrainien
- (ru)Аллилуиа (Alléluia) a été traduit en ukrainien et publié en 2011[10].

#### Anglais
- Une traduction du poème Portrait est publiée dans l'anthologie Modern Russian Poetry, ed. Vladimir Markov and Merrill Sparks (Bobbs Merrill, 1967) ;
- Deux poèmes Seance (1917) et Seventeeth (1918) ont été traduits dans la New England Review[11].

## Famille
- Père : Ivan Iakovlevitch Narbout (1858—1919), fonctionnaire, secrétaire de collège.
- Mère : Nenila Nikolaievan Narbout, née Makhnovitch (1859—1936).
- Frère : Gueorgui Ivanovitch Narbout (1886—1920), artiste graphiste.
  - Neveu : Daniil Gueorguevitch Narbout (ru) (1916—1998), peintre.
- Première épouse :Nina Ivanovna Lessenko (1895—1966).
  - Fils : Roman Vladimirovitch Narbout (1915—1979).
    - Petites-filles : Irina Romanovna Narbout (née 1947); Tattiana Romanovna Romanova Татьяна Романовна Романова (née en 1949).
- Deuxième épouse : Serafima Souok (1902—1982).

### Éditions de référence
- (ru) Владимир Нарбут (Vladimir Narbout) (Подготовка текста, вступительная статья и примечания Леонида Черткова - Préparation du texte, introduction et notes de Leonid Tchertkov), Избранные стихи, La Presse Libre,‎ 1983, 254 p. (ISBN 978-2-904228-13-1, OCLC 10411206, lire en ligne [PDF])
- (ru) Владимир Нарбут (Vladimir Narbout) (Вступит. статья, сост. и примеч. Н. Бялосинской и Н. Панченко - Introduction, collection des textes et notes de N. Bialossinkoï et H. Pantchenko), Стихотворения [« Poésies »], Moscou, Современник,‎ 1990, 447 p. (OCLC 645759391, lire en ligne [PDF]). .